# Гуадалупе (Калифорния)
Гуадалупе (англ. Guadalupe) — город в округе Санта-Барбара в штате Калифорния в Соединённых Штатах Америки.
Согласно данным переписи населения США 2020 года число жителей города 
составляло 8057 человек, что, для такого небольшого населённого пункта, существенно больше (+ 13.8%), чем было во время предыдущей переписи проводившейся в 2010 году (7080 человек).

## История
Первыми европейцами исследовавшими земли Верхней Калифорния стали члены испанской экспедиции Портолы, которые разбили лагерь около сегодняшней Гуаделупе 1 сентября 1769 года. Францисканский миссионер и участник экспедиции Хуан Креспи Фиоль отметил в своем дневнике, что они нашли «очень большое озеро». С тех пор озеро в основном высохло, оставив низменную равнину, пересекаемую рекой Санта-Мария и несколькими притоками.

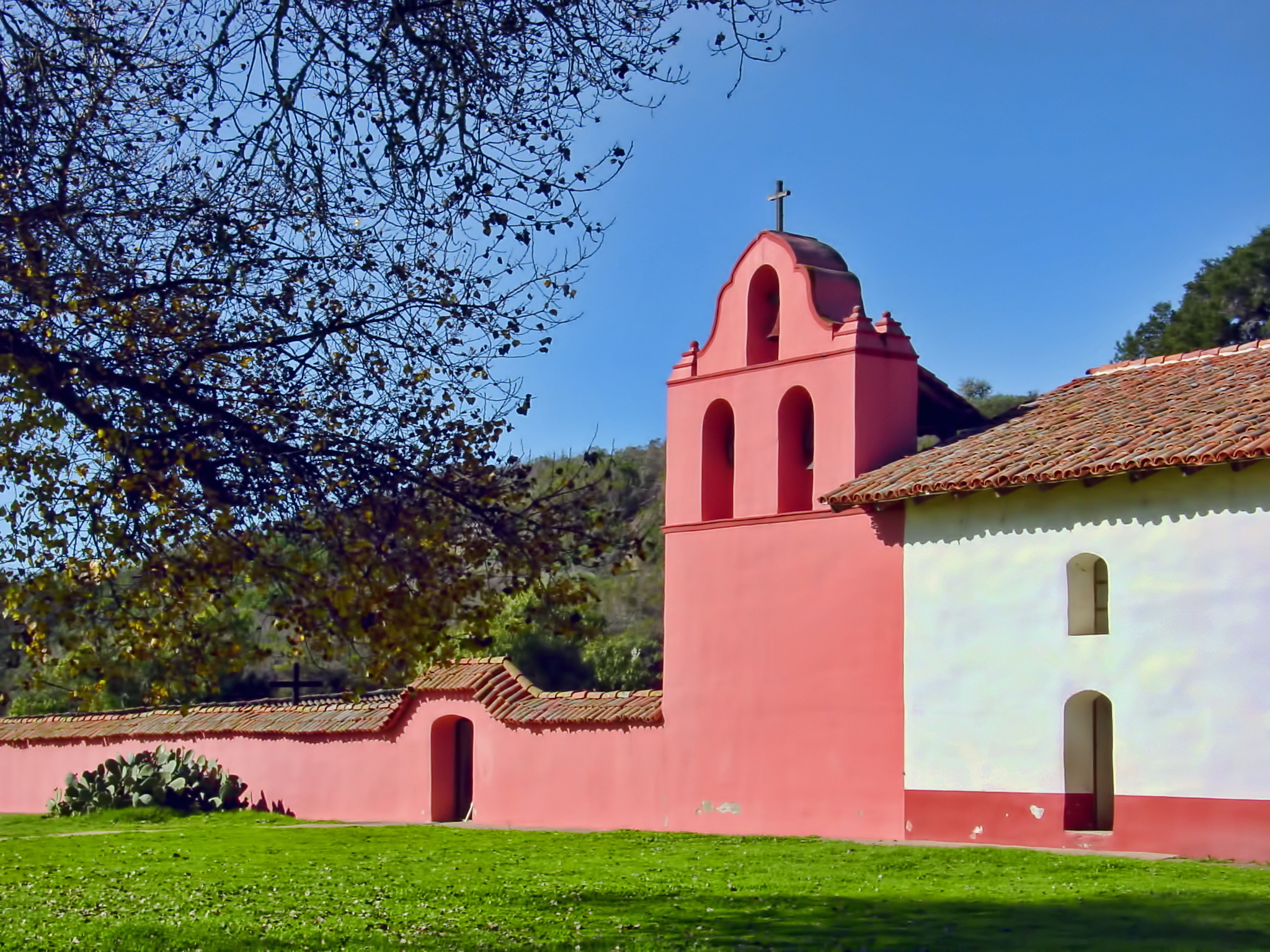
Миссия Ла Пурисима

Когда в 1787 году здесь была основана Миссия Ла Пурисима территория стала частью пастбищных земель миссии. В 1840 году, после секуляризации миссии, эта территория стала частью земельного гранта Ранчо Гваделупе, которое было заселено колонистами многих уникальных национальностей, таких как европейцы, китайцы, филиппинцы, японцы и мексиканцы. 
19 мая 1946 года поселение было инкорпорировано и включено в реестр штата Калифорния, благодаря чему некорпоративное сообщество  официально получил статус города. Название города дано в честь Богоматери Гваделупской.

## География
Гуаделупе расположен в северо-западной части округа Санта-Барбара непосредственно к югу от реки Санта-Мария и в 5 милях (8 км) к востоку от Тихого океана и экономически и социально плотно связан с городом Санта-Мария, который находится примерно в 8 милях (13 км) к востоку.

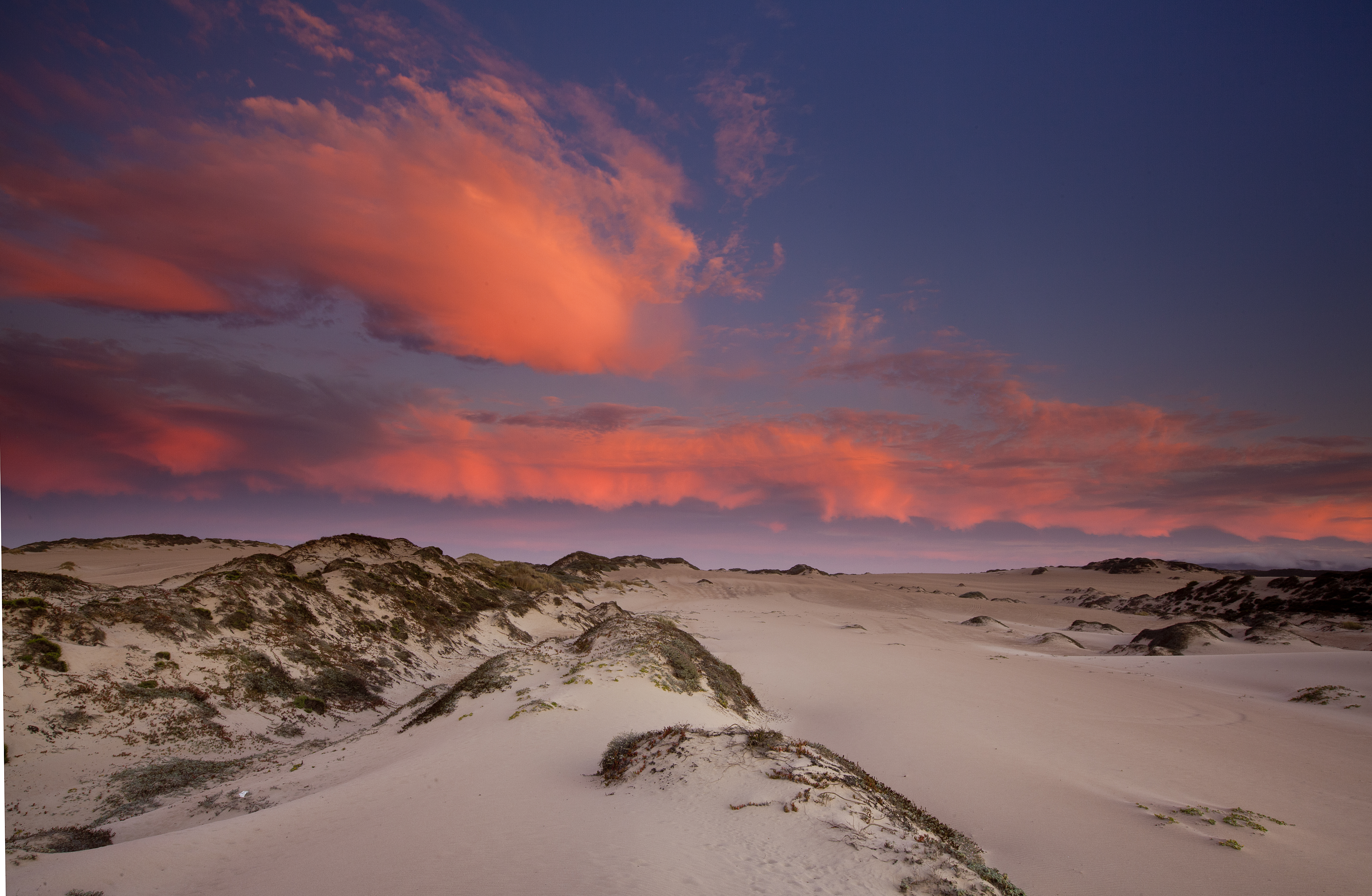
Гваделупе-Нипомо

Ландшафт в окрестностях города в основном равнинный, с преобладающим использованием земли в сельском хозяйстве и добыче нефти. Холмы возвышаются к югу от города; с другой стороны холмов находится космическая база Ванденберг. К западу от города, как в округе Санта-Барбара, так и к северу в соседнем округе Сан-Луис-Обиспо, находятся дюны Гваделупе-Нипомо — большой регион вдоль тихоокеанского побережья. Центр дюн Гваделупе-Нипомо служит образовательным и исследовательским центром для природной зоны.
По данным Бюро переписи населения США, город имеет общую площадь 1,3 квадратных мили (3,4 км2), 99,60% из которых — это суша и 0,40% приходится на водную поверхность. 
Город представляет собой плотное скопление зданий, полностью окруженных сельскохозяйственными угодьями.

## Климат
Согласно данным представленным Национальной метеорологической службой США в этом регионе лето умеренно теплое и сухое, среднемесячные температуры не превышают 71,6 °F. Согласно системе классификации климатов Кёппена, в Гваделупе теплый летний средиземноморский климат, на климатических картах сокращённо обозначаемый аббревиатурой «Csb».